# 김한슬
김한슬(1996년 12월 24일 ~ )은 대한민국의 치어리더이다.

## 경력
- 2015년 ~ : kt wiz
- 2021년 ~ : 수원 kt 소닉붐
- 2022년 ~ : 청주 KB 스타즈